# Hodbina
Hodbina (in cirillico: Ходбина) è un centro abitato della Bosnia ed Erzegovina. Fa parte della municipalità di Mostar ed è situato nella zona meridionale del comune. 
I dati del censimento del 1991 parlano di 1.156 abitanti.

## Geografia fisica

### Territorio
Nei pressi di Hodbina si trovano le sorgenti del fiume Bunica.

## Economia
A Hodbina ha sede l'omonima cooperativa agricola (Centar za ruralni razvoj i poljoprivredu Hercegovine, CRRP), fondata nel novembre del 2008. 
In passato il paese era rinomato per i suoi frutteti di pesco, albicocco, ciliegio, fico, melograno e melo, per le numerose vigne, le piantagioni di noce, nocciolo e mandorlo. Venivano inoltre coltivati: frumento, avena, orzo e mais.